# Sumatra Zachodnia
Sumatra Zachodnia (indonez. Sumatera Barat) – prowincja w Indonezji w środkowej części Sumatry. Obejmuje również wyspy Mentawai leżące na Oceanie Indyjskim. Powierzchnia 49 778 km²; 5,6 mln mieszkańców (2022); stolica Padang.
Większą część powierzchni zajmują góry Barisan (Talakmau 2912 m n.p.m.); jedynie wzdłuż wybrzeża tereny nizinne; długość linii brzegowej 375 km; jeziora wulkaniczne (Maninjau, Singkarak).
Większość ludności stanowią Minangkabau; w prowincji dominuje islam (98%). Większe miasta: Padang, Payakumbuh, Bukittinggi.
Gospodarka: rolnictwo (ryż, tytoń, kawa, kauczuk, herbata); eksploatacja lasów; wydobycie węgla kamiennego i minerałów (wapień, marmur, krzemionka); rybołówstwo; przemysł gł. spożywczy, drzewny, cementowy.